# نقا أباد
نقا أباد هي قرية في مقاطعة ميانة، إيران. عدد سكان هذه القرية هو 234 في سنة 2006.